# Platanthera arcuata
Platanthera arcuata är en orkidéart som beskrevs av John Lindley. Platanthera arcuata ingår i släktet nattvioler, och familjen orkidéer. Inga underarter finns listade i Catalogue of Life.